# Revista de Brasília
A Revista de Brasília foi um periódico publicado mensalmente entre janeiro de 1957 e maio de 1963. Criado pela Divisão de Divulgação da Novacap (Companhia Urbanizadora da Nova Capital do Brasil), tinha como diretor e editor o jornalista Raimundo Nonato Silva.
O objetivo da revista foi documentar a construção da nova capital com um boletim informativo para abastecer a opinião pública nacional e internacional sobre o andamento das obras, pois nesta época existia um grande interesse por Brasília, principalmente por parte de empresas e governos estrangeiros quanto as questões imobiliárias do novo centro do poder brasileiro.
Com uma tiragem de aproximadamente 6.000 exemplares, a revista era gratuita e destinada aos assinantes, que em sua maioria eram bibliotecas, universidades e colégios e uma remessa de 1.000 cópias para o exterior, principalmente as embaixadas.
A sede da Revista de Brasília sempre foi na capital federal, ou seja, até meados de 1959 era na cidade do Rio de Janeiro e entre 1959 até sua extinção foi a cidade de Brasília enquanto que todas as edições da revista foram impressos na editora Bloch, localizada na cidade carioca.